# Esquema Nacional de Interoperabilidad
El Esquema Nacional de Interoperabilidad (ENI) es un conjunto de criterios y recomendaciones que regulan la manera en la que las Administraciones Públicas de España deben comportarse a la hora de tratar la información para asegurar la interoperabilidad con sistemas de otras administraciones y con los ciudadanos que hagan uso de la Administración electrónica. Su existencia está contemplada en el artículo 156 de la Ley 40/2015 de Régimen Jurídico del Sector Público, y se regula principalmente en el Real Decreto 4/2010.
El contenido del ENI se divide en el definido en el Real Decreto 4/2010, el desarrollado por las normas técnicas de interoperabilidad (NTIs) y el contenido en las diferentes guías publicadas.

## Marco legal
La Ley 40/2015 de Régimen Jurídico del Sector Público recoge en su artículo 156 la existencia del ENI: "El Esquema Nacional de Interoperabilidad comprende el conjunto de criterios y recomendaciones en materia de seguridad, conservación y normalización de la información, de los formatos y de las aplicaciones que deberán ser tenidos en cuenta por las Administraciones Públicas para la toma de decisiones tecnológicas que garanticen la interoperabilidad".
Además, en el artículo 158 indica: "Las Administraciones Públicas mantendrán directorios actualizados de aplicaciones para su libre reutilización, de conformidad con lo dispuesto en el Esquema Nacional de Interoperabilidad. Estos directorios deberán ser plenamente interoperables con el directorio general de la Administración General del Estado, de modo que se garantice su compatibilidad informática e interconexión".

### Ámbito de aplicación
Tiene el mismo que la Ley 40/2015:
- La Administración General del Estado.
- Las administraciones de las comunidades autónomas.
- Las entidades que integran la administración local.
- El sector público institucional.

## Normas técnicas de interoperabilidad
Las normas técnicas de interoperabilidad (NTIs) son el instrumento con el que se desarrolla el ENI. En su disposición adicional primera indica que se desarrollarán las siguientes normas técnicas:
| Norma Técnica                                                                                        | Publicada             | Último cambio         | Descripción |
| --- | --------------------- | --------------------- | --- |
| Catálogo de estándares                                                                               | 3 de octubre de 2012  | 3 de octubre de 2012  | Conjunto de estándares que satisfagan lo previsto en el artículo 11 de forma estructurada y con indicación de los criterios de selección y ciclo de vida aplicados. |
| Documento electrónico                                                                                | 19 de julio de 2011   | 19 de julio de 2011   | Metadatos mínimos obligatorios, la asociación de los datos y metadatos de firma o de sellado de tiempo, así como otros metadatos complementarios asociados; y los formatos de documento. |
| Digitalización de documentos                                                                         | 19 de julio de 2011   | 19 de julio de 2011   | Formatos y estándares aplicables, los niveles de calidad, las condiciones técnicas y los metadatos asociados al proceso de digitalización. |
| Expediente electrónico                                                                               | 19 de julio de 2011   | 19 de julio de 2011   | Estructura y formato del expediente electrónico, así como de las especificaciones de los servicios de remisión y puesta a disposición. |
| Política de firma y sello electrónicos y de certificados                                             | 27 de octubre de 2016 | 27 de octubre de 2016 | Entre otras cuestiones, aquellas que afectan a la interoperabilidad incluyendo los formatos de firma, los algoritmos a utilizar y longitudes mínimas de las claves, las reglas de creación y validación de la firma electrónica, la gestión de las políticas de firma, el uso de las referencias temporales y de sello de tiempo, así como la normalización de la representación de la firma electrónica en pantalla y en papel para el ciudadano y en las relaciones entre las Administraciones Públicas. |
| Protocolos de intermediación de datos                                                                | 28 de junio de 2012   | 28 de junio de 2012   | Especificaciones de los protocolos de intermediación de datos que faciliten la integración y reutilización de servicios en las Administraciones Públicas y que serán de aplicación para los prestadores y consumidores de tales servicios. |
| Relación de modelos de datos                                                                         | 28 de junio de 2012   | 28 de junio de 2012   | Modelos de datos que tengan el carácter de comunes en la Administración y aquellos que se refieran a materias sujetas a intercambio de información con los ciudadanos y otras Administraciones. |
| Política de gestión de documentos electrónicos                                                       | 28 de junio de 2012   | 28 de junio de 2012   | Directrices para la asignación de responsabilidades, tanto directivas como profesionales, y la definición de los programas, procesos y controles de gestión de documentos y administración de los repositorios electrónicos, y la documentación de los mismos, a desarrollar por las Administraciones Públicas y por los organismos públicos y entidades de derecho público vinculados o dependientes de aquéllas.                                                                                         |
| Requisitos de conexión a la red de comunicaciones de las Administraciones Públicas españolas         | 19 de julio de 2011   | 19 de julio de 2011   | Requisitos de conexión a la Red de comunicaciones de las Administraciones Públicas españolas. |
| Procedimientos de copiado auténtico y conversión entre documentos electrónicos                       | 19 de julio de 2011   | 19 de julio de 2011   | Procedimientos de copiado auténtico y conversión entre documentos electrónicos, así como desde papel u otros medios físicos a formatos electrónicos. |
| Interoperabilidad de Modelo de Datos para el intercambio de asientos entre las entidades registrales | 19 de julio de 2011   | 22 de julio de 2021   | Aspectos funcionales y técnicos para el intercambio de asientos registrales, gestión de errores y excepciones, gestión de anexos, requerimientos tecnológicos y transformaciones de formatos. |
| Reutilización de recursos de información                                                             | 19 de febrero de 2013 | 19 de febrero de 2013 | Normas comunes sobre la localización, descripción e identificación unívoca de los recursos de información puestos a disposición del público por medios electrónicos para su reutilización. |
| Inventario y codificación de objetos administrativos                                                 |                       |                       | Reglas relativas a la codificación de objetos administrativos, así como la conexión entre los inventarios correspondientes, incluyendo, por un lado, las unidades orgánicas y oficinas de la Administración, y, por otro lado, la información administrativa de procedimientos y servicios. |
| Transferencia e Ingreso de documentos y expedientes electrónicos                                     |                       |                       | Requisitos y condiciones relativos a la transferencia de agrupaciones documentales en formato electrónico, documentos y expedientes electrónicos, junto con los metadatos asociados, entre sistemas de gestión de documentos electrónicos y sistemas de archivo electrónico. |
| Valoración y Eliminación de documentos y expedientes electrónicos                                    |                       |                       | Condiciones y requisitos relativos a la valoración de los documentos y expedientes electrónicos para establecimiento de plazos de conservación, transferencia y acceso o, en su caso, eliminación total o parcial. |
| Preservación de documentación electrónica                                                            |                       |                       | Condiciones y requisitos relativos a la conservación de los documentos electrónicos para garantizar su autenticidad, integridad, confidencialidad, disponibilidad y trazabilidad, así como la protección, recuperación y conservación física y lógica de los documentos y su contexto |
| Tratamiento y preservación de bases de datos                                                         |                       |                       | Condiciones y requisitos relativos a la conservación de las bases de datos para garantizar su autenticidad, integridad, confidencialidad, disponibilidad y trazabilidad, y permitiendo la protección, recuperación y conservación física y lógica de los datos y su contexto. |
| Plan de Direccionamiento                                                                             |                       |                       | Reglas aplicables a la asignación y requisitos de direccionamiento IP para garantizar la correcta administración de la Red de comunicaciones de las Administraciones Públicas españolas y evitar el uso de direcciones duplicadas. |
| Reutilización de activos en modo producto y en modo servicio                                         |                       |                       | Requisitos y condiciones para facilitar la reutilización de activos tanto en modo producto como en modo servicio por las Administraciones Públicas españolas. |
| Modelo de datos y condiciones de interoperabilidad de los registros de funcionarios habilitados      |                       |                       | Tratará los aspectos funcionales y técnicos para la plena interoperabilidad de los registros electrónicos de funcionarios habilitados pertenecientes a las Administraciones, así como la interconexión de estos a las sedes electrónicas. |
| Modelo de datos y condiciones de interoperabilidad de los registros electrónicos de apoderamientos   |                       |                       | Tratará los aspectos funcionales y técnicos para la plena interoperabilidad de los registros electrónicos de apoderamientos pertenecientes a las Administraciones, así como la interconexión de estos a las sedes electrónicas, A los registros mercantiles, de la propiedad, y a los protocolos notariales. |
| Sistema de Referencia de documentos y repositorios de confianza                                      |                       |                       | Tratará los requisitos técnicos que deberán cumplir las referencias a documentos al ser intercambiadas, de forma que se evite trasladar documentación de forma innecesaria. |
| Firma electrónica y de certificados en el ámbito estatal                                             |                       |                       | Tratará las directrices y normas técnicas aplicables a la utilización de certificados y firma electrónica dentro de su ámbito de aplicación, organizadas alrededor de los conceptos de generación y validación de firma e incluirá los perfiles interoperables de los medios de identificación de las Administraciones Públicas previstos en Ley 40/2015, de 1 de octubre. |